# Rollercoaster (låt)
Rollercoaster är en låt med Dolly Style som deltog i Melodifestivalen 2016.
Låten skrevs av Peter Boström, Thomas G:son och Alexandra Salomonsson.
"Rollercoaster" gick vidare till andra chansen men förlorade i en duell mot "Bada nakna" med Samir & Viktor.
Låten debuterade på Sverigetopplistans plats 46 den 4 mars 2016 och nådde som högst plats 27.
2020 var "Rollercoaster" med 8,8 miljoner visningar den näst mest visade videon på Melodifestivalens Youtubekanal.

## Fotnoter